# Hvis er du?
Hvis er du? er en film instrueret af Franz Ernst efter eget manuskript.

## Handling
I 1967 bor ca. 7500 børn på børne- og ungdomsinstitutioner i Danmark. Heraf bor omkring 2200 børn på almindelige børnehjem, dvs. hjem, hvor børnene nok har problemer, men ikke specielle vanskeligheder. 30 af disse børn bor i landsbyen Snertinge i Nordvestsjælland. I det privat oprettede børnehjem Dyrlægegården. Filmen tegner et autentisk 'øjebliksbillede' af det daglige liv på Dyrlægegården med en af hjemmets beboere, den 14-årige Alice som centrum og forsøger på denne måde at give et mere alment indtryk af, hvori milieuet på een gang ligner og adskiller sig fra et almindeligt familemilieu.